# Eilema ramdimbyi
Eilema ramdimbyi là một loài bướm đêm thuộc phân họ Arctiinae, họ Erebidae.